# Hellmut Fleckseder

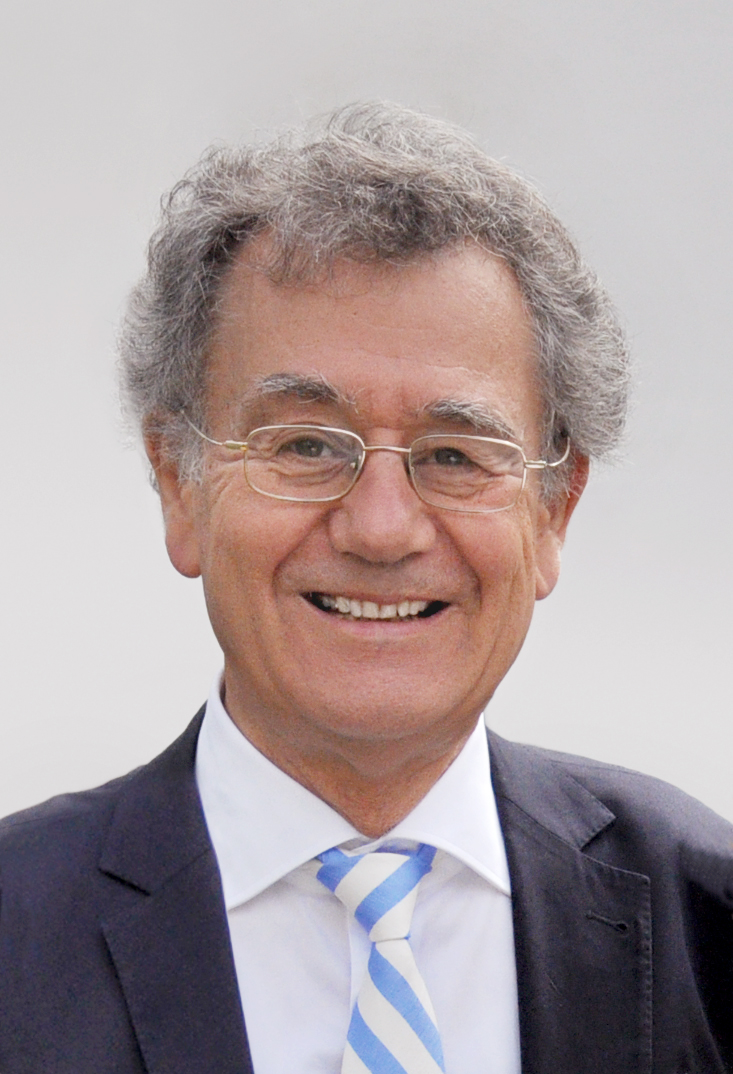
Hellmut Fleckseder (2014)

Hellmut Fleckseder (* 1943 in Wien; † 20. Jänner 2018) war ein österreichischer Bauingenieur. Er war als Ao. Professor an der Technischen Universität Wien, Institut für Wassergüte und Ressourcenmanagement (IWR), sowie als Ministerialrat im Bereich Gewässerschutz tätig.

## Leben
1943 in Wien geboren, begann Hellmut Fleckseder nach seiner in Basel abgelegten Matura 1961 sein Diplomstudium des Bauingenieurwesens an der Technischen Hochschule in Wien (heute: TU Wien), welches er am 16. Dezember 1967 abschloss. Noch am Tag des Studienabschlusses erhielt er die Einladung von Wilhelm von der Emde, Professor für Wasserversorgung, Abwasserreinigung und Gewässerschutz an der TU Wien, mit ihm zu arbeiten. Es entstand eine enge Zusammenarbeit, die bis 1994 andauerte. In diese Zeit (1969/70) fällt auch sein Nachdiplomstudium an der Universität von Texas/Austin wo er den Titel M.S. in Environmental Health Engineering (EHE) erwarb.
Die Arbeiten zur Lösung des größten Gewässerverschmutzungsproblems in Österreich durch Zellstoffabwässer inspirierten ihn 1973 zu seiner Dissertation. Er blieb dem Thema auch weiterhin treu. Das Donaugutachten, welches die Verpflichtung zur biologischen Abwasserreinigung verankerte und 1976 über die Donauverordnung umgesetzt wurde, begründete das Flussgebietsmanagement als sein langjähriges Betätigungsfeld an der TU Wien. Seine Habilitationsschrift trug den Titel „Gewässerschutz im Wandel der Zeit“, womit er 1985 die Lehrbefugnis verliehen bekam. Von 1982 bis 1994 beschäftigte er sich mit der generellen Entwässerungsplanung im Siedlungsraum, bei der sein 1-jähriger Aufenthalt an der Eawag/ETH Zürich in der Schweiz wichtige neue Impulse geliefert hat. 1994 fand an der TU eine internationale Konferenz zum Thema „Generelle Entwässerungsplanung im Siedlungsraum“ statt, die gemeinsam vom ÖWAV und dem Institut für Wassergüte und Abfallwirtschaft der TU Wien (heute: Institut für Wassergüte und Ressourcenmanagement) veranstaltet wurde, deren Tagungsband Hellmut Fleckseder herausgab.
1994 wechselte Hellmut Fleckseder in das Bundesministerium für Land- und Forstwirtschaft (heute: Bundesministerium für Landwirtschaft, Regionen und Tourismus) und wurde im November 1995 der Internationalen Kommission zum Schutz der Donau (IKSD) dienstzugeteilt. Ab April 2001 bis zu seiner Pensionierung 2008 wurde ihm in diesem Ministerium die Vertretung der Interessen Österreichs in den Fachgremien der IKSD und bei der Umsetzung der EU-Wasserrahmenrichtlinie im Donauraum anvertraut. Er verstarb am 20. Jänner 2018.

## Leistungen
Hellmut Fleckseder war einer der Mitbegründer des Nachdiplomstudiums „Technischer Umweltschutz“ in dessen Rahmen es ihm gelang erstmals eine Bilanzierung von reaktivem Stickstoff für Österreich zu erstellen. Es konnte gezeigt werden, dass wesentliche Einträge von Stickstoff in die Gewässer in direktem Zusammenhang mit dem Düngemitteleinsatz in der Landwirtschaft und damit mit den Ernährungsgewohnheiten der Bevölkerung stehen. Zentrales Anliegen seiner Tätigkeit im Bundesministerium für Land und Forstwirtschaft und bei der IKSD war es, die Entwicklung der in den 90er Jahren zunehmend thematisierten Eutrophierungserscheinungen im Donaudelta und den anschließenden Küstenbereichen des Schwarzen Meeres zu verfolgen, die Quellen für die Nährstoffeinträge aufzuzeigen und zu quantifizieren, um darauf aufbauend konkrete Maßnahmen zur Verringerung der Nährstofffrachten aus den Donaustaaten abzuleiten. Sein Nachfolger am Institut, Matthias Zessner, wurde als Student des Nachdiplomstudiums von Hellmut Fleckseder dazu bewogen das umfangreiche Forschungsgebiet weiter auszubauen und langfristig am Institut zu verankern. In direkten Zusammenhang mit diesem Forschungsfeld und seiner Tätigkeit im Bundesministerium für Land- und Forstwirtschaft hat Hellmut Fleckseder zahlreiche weitere Forschungsprojekte angeregt, die am Institut in engem Kontakt mit ihm abgewickelt wurden. Die Projekte daNUbs (Danube Nutrients to the Black Sea) unter der Leitung von Helmut Kroiss und GERN (Gesunde Ernährung und Nährstoffe) unter der Leitung von Matthias Zessner sind herausragende Beispiele dafür. Deutlich über 80 Beiträge, wissenschaftliche Publikationen sowie viele umfassende Gutachten und Berichte sind von ihm verfasst worden.

## Auszeichnungen und Ehrungen
National
- 2017: Goldenes Ingenieurdiplom[15]

International
- 2013: Admission into the Academy of Distinguished Alumni of the Cockrell School’s Department of Civil, Architectural and Environmental Engineering[16]

## Werke (Auswahl)
- Hellmut Fleckseder (Hrsg.): Gewässerschutz im Wandel der Zeit : Ziele und Maßnahmen zu ihrer Verwirklichung. Wiener Mitteilungen, Band 61, TU Wien, 1985.
- Hellmut Fleckseder (Hrsg.): Generelle Entwässerungsplanung im Siedlungsraum. Wiener Mitteilungen, Band 121. TU Wien, 1996.